# Szergej Nyikolajevics Revin
Szergej Nyikolajevics Revin (oroszul: Сергей Николаевич Ревин) (Moszkva, 1966. január 12.–) orosz űrhajós.

## Életpálya
1989-ben a Moszkvai Institute of Electronic Technology (MIET) keretében szerzett villamosmérnöki oklevelet. 1989-1993 között mérnökként dolgozott. 1993-tól az Energia vállaltnál villamosmérnök.
1996. február 9-től részesült űrhajóskiképzésben a Jurij Gagarin Űrhajós Kiképző Központban. Egy űrszolgálata alatt összesen 124 napot, 23 órát, 51 percet és 30 másodpercet töltött a világűrben.

## Űrrepülések
Szojuz TMA–04M fedélzeti mérnöke. Az időszakos karbantartó munkálatok mellett elvégezte az előírt kutatási, kísérleti és tudományos feladatokat. Több mikrogravitációs kísérletet, emberi-, biológia- és a biotechnológia, fizikai és anyagtudományi, technológiai kutatást, valamint a Földdel és  a világűrrel kapcsolatos kutatást végezet. Fogadta a teherűrhajókat, kirámolta a szállítmányokat, illetve bepakolta a keletkezett hulladékot. Űrszolgálata alatt összesen 124 napot, 23 órát, 51 percet és 30 másodpercet töltött a világűrben.

### Tartalék személyzet
Szojuz TMA–22 fedélzeti mérnöke.